# The Battle at Garden’s Gate
The Battle at Garden’s Gate ist das zweite Studioalbum der US-amerikanischen Classic-Rock-Band Greta Van Fleet. Das Album erschien am 16. April 2021 über Lava Records.

## Entstehung

### Songwriting
Bereits Mitte Dezember 2018 erklärte Bassist Sam Kiszka gegenüber dem Magazin Billboard, dass die Band bereits an neuer Musik arbeiten würde. Zu diesem Zeitpunkt war das Debütalbum Anthem of the Peaceful Army noch nicht einmal zwei Monate lang veröffentlicht. Die Musiker fingen bereits an dem Tag, an dem das Vorgängeralbum fertig gestellt wurde, an, neue Lieder zu schreiben und hätten bereits einige Lieder fertig. Ende Januar 2019 bestätigte Sam Kiszka, dass das zweite Studioalbum definitiv 2019 erscheinen würde.
Dieses Ziel konnte nicht gehalten werden, da die Band mehr Konzerte spielen wollte. Eine geplante Welttournee musste krankheitsbedingt in zwei Parts geteilt werden, was für weitere Verzögerungen sorgte. Als die Musiker wieder zu Hause waren, hatten sie das Gefühl, dass das Album noch nicht fertig wäre. Nachdem die Band wegen der COVID-19-Pandemie keine der geplanten Konzerte spielen konnte, hatten die Musiker laut Sam Kiszka „plötzlich alle Zeit der Welt, um ein Album zu machen“. Die Band nutzte die Zeit, um „kleinste Details“ auszuarbeiten und es „makellos“ zu machen.
Jacob „Jake“ Kiszka erklärte vorab gegenüber dem New Musical Express, dass das neue Album definitiv anders sein wird als das erste Album. Sein Bruder Samuel „Sam“ Kiszka fügte hinzu, dass die neuen Lieder mehr in eine cineastische Richtung gehen würden. Für das neue Album griff die Band auch auf ältere Kompositionen zurück. So spielt die Band das Lied The Heat Above bereits seit 2016 live, veröffentlichen das Lied aber erst jetzt.

### Aufnahmen
Produziert wurde das Album von Greg Kurstin, der zuvor mit unterschiedlichen Künstlern wie Adele, Kelly Clarkson oder den Foo Fighters gearbeitet hat. Die Aufnahmen fanden in den Tonstudios Henson Recording Studios und No Expectations Studio statt, die sich beide in Los Angeles befinden. Die Lieder wurde von der Band komplett live eingespielt. Für jedes Lied wurde nur ein Take verwendet. Neben den klassischen Instrumenten nutzte die Band auf ältere, durch Technik verdrängte Instrumente wie ein Mellotron. Noch im Studio entstanden zwei weitere Lieder für das Album. Das abschließende Lied The Weight of Dreams wurde bereits vor den Aufnahmen bei diversen Konzerten gespielt und dauerte dabei zwischen 15 und 20 Minuten. Für das Album wurde das Stück auf 8:51 Minuten verkürzt.

### Veröffentlichung
Als erste Single wurde am 9. Oktober 2020 das Lied My Way, Soon mitsamt dem Musikvideo veröffentlicht. Am 8. Dezember 2020 spielten Greta Van Fleet das Lied in der CBS-Sendung Late Show with Stephen Colbert. Die zweite Single Age of Machine erschien am 4. Dezember 2020. Gleichzeitig wurde das Album angekündigt. Als dritte Single wurde am 10. Februar 2021 das Lied Heat Above ausgekoppelt. Die vierte Single Broken Bells erschien am 19. März 2021. Zwei Tage vor der Albumveröffentlichung spielte die Band das Lied Heat Above in der ABC-Sendung Jimmy Kimmel Live!.
Das Albumcover ist schwarz gehalten. In der Mitte sieht man ein Tor. Jake Kiszka beschrieb das Motiv als „abstraktes Bild eines Eingangs oder Portals“ und wäre „ein Symbol für eine Kultur, die entweder sehr alt ist oder in der Zukunft liegt“. Für ihn hat das Motiv etwas „Geheimnisvolles, Antikes, Majestätisches, aber vielleicht auch Gefährliches und Mahnendes“. Die Band wollte erreichen, dass der Hörer kurz innehält und darüber nachdenkt, was das nun bedeuten könnte und was die Band damit sagen will.

## Hintergrund
Laut dem Sänger Joshua „Josh“ Kiszka enthält der Albumtitel und die einzelnen Lieder des Albums Referenzen zur Bibel.

„Wir leben in einer Welt mit antiken Zivilisationen, das kommt mir wirklich wie unser eigenes Paralleluniversum vor. Es ist eine Analogie. Jeder Song verkörpert ein Thema. Ein Abbildungsmaß verschiedener Kulturen und Zivilisationen in dieser Welt, die nach einer Art Erlösung oder Erleuchtung suchen.“

Das Lied Heat Above handelt laut Sam Kiszka davon, dass es auf der Welt immer noch viel Liebe gäbe, auch wenn dies nicht danach aussehen würde. Das Lied ist ein Aufruf, gemeinsam nach den Sternen zu greifen. Der Text enthält darüber hinaus zahlreiche Metaphern, die auf den Klimawandel verweisen. My Way, Soon reflektiert die drei Jahre vor der Veröffentlichung des Albums, in denen die Band fast pausenlos auf Tournee war und wie diese Zeiten und Tourneen die Musiker verändert hat. Durch die vielen Kontakte zu anderen Kulturen haben die Musiker erkannt, dass es viele Ähnlichkeiten zwischen den Kulturen existieren.
Das Lied Age of Machine befasst sich mit dem Eindringen der Technologie in die Gesellschaft und die gegenseitige Abhängigkeit, die sich daraus entwickelt hat. Die Inspiration für das Lied holte er sich in einer Hotelbar, als er einen Eiswürfel in seinem Glas beobachtete, der auf und niederging. Dabei dachte er an den Philosophen Alan Watts, der das Leben mit Ebbe und Flut verglich. In dem Lied Tears of Rain geht es um eine „brennende“ Erde, die auf Erlösung wartet. Bei The Weight of Dreams geht es darum, wie Reichtum sich als das Gold der Narren entpuppt. The Heat Above beschäftigt sich mit einem Krieg, der immer näher heranrückt.

## Rezeption

### Rezensionen
Lothar Gerber vom deutschen Magazin Metal Hammer schrieb, dass Greta Van Fleet sich mit ihrem neuen Album, „von ihren überlebensgroßen Vorbildern Led Zeppelin emanzipieren“. In Songs wie Heat Above und My Way, Soon würde „einfach richtig gut konstruierter, mal mit Einfühlsamkeit, mal mit Verve vorgetragener Classic Rock prangen“. Gerber vergab 5,5 von sieben Punkten. Ähnlich sieht es auch David Hune vom SLAM alternative music magazine, der insbesondere die musikalische Weiterentwicklung auf der „vor allem durch sphärische und filmische Klänge gekennzeichneten Platte“ hervorhob und das Album schlussendlich als „zu jedem Zeitpunkt überzeugend“ charakterisierte.
Unterschiedlich wurde das Album im deutschen Magazin Visions aufgenommen. Ingo Scheel schrieb, dass die Band „ihre stilistischen Schlachten nicht mehr alleine auf dem gekaperten Led-Zeppelin-Territorium austragen“, sondern „deutlich in die Breite blicken“ würde. Greta Van Fleet würden „ihren Ruf als Klingt-wie-Band im Kern zementieren“, jedoch wären ihre Songs „so konsistent kurzweilig, dass es schwerfällt, keinen Spaß daran zu haben“. Scheel vergab neun von zwölf Punkten. Sein Kollege Martin Burger hingegen merkte an, dass Greta Van Fleet mit ihrem neuen Album „ein Level der maximalen Scheinriesenhaftigkeit erreichen würde“. Es möchte als „groß und episch wahrgenommen werden, doch schrumpt, je genauer man hinsieht, zum Dreikäsehoch“. Burger vergab drei von zwölf Punkten.

### Charts und Chartplatzierungen
The Battle at Garden’s Gate erreichte in Deutschland Rang drei der Albumcharts und platzierte sich zwei Wochen in den Top 10 und zwölf Wochen in den Top 100. Es ist nach From the Fires und Anthem of the Peaceful Army das dritte Chartalbum der Band sowie nach Anthem of the Peaceful Army das zweite Top-10-Album. In den deutschen Vinylcharts erreichte das Album Rang zwei und musste sich lediglich Puro Amor von den Broilers geschlagen geben. 2021 belegte The Battle at Garden’s Gate Rang 18 der deutschen Vinyl-Jahrescharts sowie Rang 80 der Album-Jahrescharts.
| ChartsChartplatzierungen       | Höchstplatzierung | Wochen |
| ------------------------------ | ----------------- | ------ |
| Deutschland (GfK)              | 3 (12 Wo.)        | 12     |
| Österreich (Ö3)                | 2 (7 Wo.)         | 7      |
| Schweiz (IFPI)                 | 3 (9 Wo.)         | 9      |
| Vereinigte Staaten (Billboard) | 7 (8 Wo.)         | 8      |
| Vereinigtes Königreich (OCC)   | 8 (1 Wo.)         | 1      |

| ChartsJahrescharts (2021) | Platzierung |
| ------------------------- | ----------- |
| Deutschland (GfK)         | 80          |